# TOKYO VICE
『TOKYO VICE』（トウキョウ・バイス）は、アメリカ合衆国のHBO Maxが制作したテレビシリーズ。日本からはWOWOWが共同制作に参加した。1990年代末期の東京を舞台に、警視庁のベテラン刑事に連れられヤクザが支配する暗黒世界に足を踏み入れた、若きアメリカ人新聞記者を描く。

## ストーリー

### シーズン1
1999年、ジェイク・アデルスティーンは日本有数の新聞社である明調新聞社に入社した。間もなく、彼が取材した刺殺事件と歌舞伎町で目撃した焼身自殺の被害者が、同じサラ金業者から多額の借金があった証拠を発見する。事件を担当する暴力団対策課の片桐刑事にジェイクは粘り強く接触を試みた。
ジェイクから話しを聞いた片桐は、背後にうごめく「ヤクザ」の存在を説明した。まさに今、関西を牛耳る戸澤組が東京に勢力を広めようとしており、戸澤組と東京の千原会の抗争が勃発する寸前だという。それを阻止するのが片桐の目下の使命だった。片桐は闇金融の情報の見返りとして戸澤組事務所のガサ入れにジェイクを同行させ彼に念願の単独スクープを与えた。さらに闇金融の続報があれば教えて欲しいとジェイクに密かに捜査資料を渡した。
ジェイクはクラブで出会ったアメリカ人ホステスのサマンサに会いに行き、その席で佐藤という千原会の若手のリーダー格と知り合った。サマンサには自分の店を開く計画があったが、実現の一歩手前で大きな障壁にぶつかっていた。
ある晩ジェイクは千原会組長の石田のところへ強引に連れて行かれた。石田は戸澤組が内通者を送り込んでいると疑っており、それが誰なのか調べて欲しいとジェイクに依頼した。ジェイクを推薦したのは佐藤だった。2人は気が合い次第に冗談を言い合える仲になってゆく。
片桐は内通者の情報をジェイクに渡しながらも深入りするなと忠告するが、ジェイクはヤクザの世界に足を踏み入れる。

### シーズン2
明調新聞のアメリカ人記者ジェイクは取材を続けていた。片桐刑事は宮本刑事の死の責任を負わされ戸澤組捜査の担当を外されてしまう。しかし新しく署に赴任した女性警視の長田は暴力団撲滅を目指し片桐に捜査協力を求める。千原会の佐藤は組長の石田の命令で、若頭の葉山とともに銃を仕入れに行くが、そこで銃の調達人の一人と喧嘩になりその人物を殺害してしまうトラブルが発生してしまう。

## 登場人物

### 主要人物
ジェイク・アデルスティーン (Jake Adelstein)
演 - アンセル・エルゴート
新聞記者。
ミズーリ州生まれ。日本の大学を卒業し日本初の外国人記者として明調新聞社に入社する。本名はジョシュアだが、ユダヤ系にみられるのを嫌ってジェイクと名乗っている。

片桐浩人 (Hiroto Katagiri)
演 - 渡辺謙
警視庁暴力団対策課(通称 マル暴)のベテラン刑事。
妻と2人の小さな娘と共に穏やかで幸せな暮らしを送っているが、ヤクザと対峙するときは暴力をも厭わない冷徹な刑事の顔を見せる。

サマンサ・ポーター (Samantha Porter)
演 - レイチェル・ケラー
歌舞伎町の高級クラブ「オニキス」の人気ホステス。ユタ州プロボ出身でモルモン教の布教のために来日したが、教会から大金を持ち逃げした。自分のクラブを開業する計画を立てている。
Season2でクラブ「ポリーナ」をオープンした。

宮本仁 (Jin Miyamoto)
演 - 伊藤英明（第1話・第2話・第4話 - 第8話 / S2第1話）
警視庁生活安全課の刑事。戸澤会との関係を疑われている。

丸山詠美 (Emi Maruyama)
演 - 菊地凛子
明調新聞社会部サブデスク。ジェイクの先輩。
英語と韓国語を流暢に話す。祖父母が韓国出身。妄想性障害を患う弟と同居しているが、職場には隠している。

佐藤彰朗 (Sato)
演 - 笠松将
千原会組員。
千原会の若手のリーダーを務める。裏社会にどっぷりと浸かりながらも、時代遅れなヤクザのやり方や自分の生き方に疑問を持っている。サマンサに恋心を抱く。

アキラ (Akira)
演 - 山下智久（第4話・第6話 - 第8話 / S2第7話・第8話）
ホストクラブ「ミラリナ」のカリスマホスト。ポリーナの恋人。

ポリーナ (Polina)
演 - エラ・ルンプフ（S1全話 / S2第1話）
スロバキア出身の新人ホステス。モデルを夢見て来日したが、純情で世間知らずだったがためにクラブオニキスに引きずり込まれた。

デューク (Duke)
演 - 萩原聖人（第1話 - 第6話・第8話）
クラブオニキスの経営者。

谷口美咲 (Misaki)
演 - 伊藤歩（第4話 - 第8話 / S2全話）
戸澤信三(戸澤組組長)の愛人。元モデル。

エリカ（Erika）
演 - 玄理（S2第2話 - 第6話・第8話・第9話）
サマンサが働いていた元クラブのママ。

### 明調新聞
ティン・ティン (Tin Tin) / 栗平誠
演 - 田中光輔
ジェイクの同僚。
ニックネームはベルギーの「タンタン(TinTin)」に由来するが、本来の発音のティンティンで呼ばれている。

トレンディ (Trendy) / 篠原潤
演 - 菟田高城（S1全話 / S2第1話 - 第6話・第8話 - 第10話）
ジェイクの同僚。
ニックネームはトレンディドラマの主人公のような容姿から。

莫 (Baku)
演 - 豊原功補（第1話・第2話・第5話・第6話 / S2第1話・第2話・第4話 - 第6話・第8話 - 第10話）
明調新聞社会部デスク。丸山の上司。

尾崎 (Ozaki)
演 - 正名僕蔵（第1話・第4話・第6話 / S2第1話・第5話・第6話・第8話・第10話）
明調新聞社会部部長。

ムライ（Murai）
演 - 安楽将士（S2第1話）

クスダ（Kusuda）
演 - 田中豊（S2第1話）

その他記者
演 - 渡邊聡（第1話・第2話・第5話）、玉代勢圭司（第1話・第2話・第5話）、原啓太、白畑真逸

### 警察関係者
長田紹子（Shoko Nagata）
演 - 真矢ミキ（S2第2話 - 第10話）
片桐の上司であり、相棒ともなる警視。

船木 (Funaki)
演 - 三浦誠己（第2話・第3話・第7話 / S2第2話・第3話・第5話 - 第9話）

和田警部 (Captain Wada)
演 - 勝矢（第1話・第7話 / S2第5話）
広報官

大原 (Ohara)
演 - 渡辺裕之（第2話・第7話）
刑事課長。

井出（Captain Ide, Detective Ide）
演 - 箆津弘順（第7話 / S2第1話）
警部。

新井誠司（Assistant Commissioner Arai）
演 - 蔵本康文（S2第1話・第8話）
警視正。片桐の上司。

オノデラ (Onodera)
演 - 松嶋健太（S2第3話・第5話・第6話・第8話 - 第10話）
刑事。

杉本 (Sugimoto)
演 - 山本章博（S2第3話・第6話・第8話 - 第10話）
刑事。

捜査員（Katagiri Re-Creator, Funaki Re-Creator, Nagata Re-Creator, Shinjiro Re-Creator）
演 - 真寛（S2第8話）、徳弘大和（S2第8話）、千葉ミハル（S2第8話）、川口高志（S2第8話）
覆面パトカー銃撃事件の検証で、それぞれ片桐、船木、長田、進次郎役を演じた捜査員。

その他警察関係者（役名）
演 - 永守輝如（酒井・第1話）、飯野雅彦（岩崎・第4話）、小椋毅（野田・第4話）、河野達郎（藤間・第4話）、川手淳平（崎田・第7話）、青山一澄（千葉・第7話）、宮川誠司（第1話）、佐藤正和（第1話）、渡辺広（第2話）、大塚匡将（第3話）、西尾景子（秘書・第7話 / S2第1話）、和田昌俊（警官・S2第2話）、荻野祐輔（アネザキ・S2第5話）

### 千原会
石田仁志 (Hitoshi Ishida)
演 - 菅田俊（S1全話 / S2第1話 - 第6話）
石田組・組長。
東京を牛耳る千原会の事実上のトップであり、千原会総裁である田中巧一の右腕でもある。”任侠”を重んじる昔気質のヤクザ。

葉山直希（Naoki Hayama）
演 - 窪塚洋介（S2第2話 - 第8話）
若頭。服役から出所してくる。

小林 (Kobayashi)
演 - 野村祐人（第1話 - 第3話・第5話 - 第8話 / S2第1話 - 第3話）
石田の右腕。

玄 (Gen)
演 - 末松暢茂（S1全話 / S2第1話 - 第3話・第6話 - 第10話）

太朗 (Taro)
演 - 植原好史（第1話 - 第3話・第5話・第7話・第8話 / S2第1話 - 第3話・第6話 - 第10話）

裕太 (Yuta)
演 - 奥野瑛太（第1話 - 第3話・第5話・第7話・第8話 / S2第1話 - 第3話）

久米義弘 (Yoshihiro Kume)
演 - 羽田昌義（第1話 - 第5話 / S2第6話）
久米組・組長。
チンピラだった佐藤をヤクザの世界に引き抜いた兄貴分。佐藤の良き理解者でもある。

神山 (Kamiyama)
演 - 袴田吉彦（第2話・第3話・第5話・第7話・第8話）

東 (Azuma)
演 - 佐藤祐基（第2話・第3話・第5話・第8話）

耕司 (Koji)
演 - 木村文哉（第5話・第7話・第8話）
千原会に入門したばかりの見習い。

戸田 (Toda)
演 - 鎌田秀勝（第3話・第4話・第6話 / S2第5話）

田中功一 (Tanaka)
演 - 品川徹（第6話 / S2第7話・第10話）
千原会・総裁。

悦夫 (Etsuo)
演 - 関本柊（S2第1話 - 第3話・第6話 - 第9話）

組員 (Yakuza Thug with Toda, Chihara-Kai Soldier, Hayama's Driver)
演 - タイソン（第3話・第8話 / S2第1話・第3話・第6話 - 第9話）

用心棒 (Bouncer)
演 - ボブ鈴木（第1話）
演 - 真柴幸平（第1話）

見習い（Apprentice）
演 - 米良まさひろ/奈良原大泰（S2第10話）、齊藤友暁（S2第10話）

その他千原会系
演 - 石井慧（第1話）、小林幹（第4話）、鳴海心斗（第5話）、細谷雅幸、光根恭平（S2第3話・第9話）、吉田丸（S2第9話）、大宮将司（S2第9話）、原島正喜（S2第10話）、松本銀二（S2第10話）

### 戸澤組
戸澤信三 (Shinzo Tozawa)
演 - 谷田歩（第3話 - 第8話 / S2第3話 - 第10話）
戸澤総業・戸澤組組長。
重い病気(肝硬変と思われる)を患っている。

矢吹 (Yabuki)
演 - 田邊和也（第1話・第3話・第5話 - 第8話 / S2第1話 - 第9話）

萩野 (Hagino)
演 - 松角洋平（第1話・第5話・第7話・第8話 / S2第2話・第3話・第5話 - 第10話）

マツダ（Tozawa Soldier, Matsuda）
演 - 渡部龍平（第1話・第5話 - 第7話 / S2第1話・第3話 - 第10話）

木田（Yakuza Thug, Kida）
演 - 島津健太郎（第8話 / S2第1話・第3話 - 第6話・第9話・第10話）

冬真（Toma）
演 - 坂本三成（S2第1話・第3話・第5話・第7話・第9話・第10話）

ヒサシ（Tozawa Henchman, Hisashi）
演 - 水上剣星（第4話 / S2第1話・第3話・第5話・第7話）

平井聡 (Hirai)
演 - 山本浩貴（第3話・第4話）

中村 (Nakamura)
演 - 大迫一平（第2話）

真壁猛 (Makabe)
演 - 阪本慎也（第3話）

達也 (Tatsuya)
演 - ジャジーマイナー（第2話）
青木を刺した犯人として出頭

ヨシ (Yoshi)
演 - 齊藤あきら（第2話）

西村一樹（Rival Yakuza）
演 - 石田大樹（第2話・第3話）

廣中祐平（Young Tozawa-Gumi Soldier）
演 - 齋藤忍（第3話）

その他戸澤組系ヤクザ
演 - 原田大輔（第2話）、KULO（第5話）、平沼誠士、BIGZAM（S2第10話）

刺客 (Assassin #1, #2)
演 - 小澤雄喜（第5話・第6話）、坂井良平（第5話）

### 菱沼会
菱沼誠治 (Yakuza Boss, Hishinuma)
演 - 神崎孝一郎（第6話 / S2第3話・第6話）
菱沼会。

進次郎（Shinjiro）
演 - 古賀祐太（S2第3話・第5話 - 第8話）
片桐に刑事殺しは高くつくと諭される。

スダ（Suda）
演 - 今村謙斗（S2第3話・第5話・第6話）
サマンサに手首の刺青を目撃される。

年配のギャング（Elderly Gangster）
演 - 加賀谷圭（S2第3話）

菱沼の部下（Hishinuma Soldier、Young Tough）
演 - ドン・クサイ（S2第3話）、荒岡龍星（S2第3話）、古堅元貴（役名：チバ）（S2第3話）

### 奥村会
中原ノボル (Nakahara)
演 - 石橋蓮司（第6話 / S2第4話・第5話）
関西指定暴力団 奥村会・会長。
戸澤和子の父の義理の弟。東京への進出を企んでおり、親族の戸澤信三を東京に派遣する。

中原の補佐（Nakahara Lieutenant）
演 - 潟山セイキ（S2第5話）

### その他ヤクザ
成瀬 (Naruse)
演 - 山口祥行（第6話 / S2第4話・第7話・第10話）
千原会と戸澤組の手打ち会合の立会人。

市川（Ichikawa）
演 - 國本鍾建（S2第4話・第7話・第9話・第10話）
市川組・組長。
平野（Hirano）
演 - 犬山ヴィーノ（S2第4話・第7話・第10話）

西園寺（Saionji）
演 - 鈴木隆仁（S2第4話・第7話・第10話）
以上は警察の取り締まりに関する緊急会合の出席者。

ヤクザ（Yakuza Swimmer #1, #2, Sunglasses Yakuza, Hawaiian Shirt Yakuza, Speedo Yakuza）
演 - 五島龍之介（S2第8話）、CRAZY NINJA（S2第8話）、真島光平（S2第8話）、松岡武政（S2第8話）、宇賀神亮介（S2第8話）
東京の三浦組構成員。マネーロンダリング、恐喝、銃器所持などの容疑で滞在中のハワイで逮捕された。

### クラブ「オニキス」（Onyx club）
瑠奈 (Luna)
演 - 中井ノエミ（第2話 - 第7話 / S2第7話）

ユミ (Yumi)
演 - 鮎川桃果（第2話 - 第7話）

マーリー (Malee)
演 - ロザリア・モクハヴェサ（第2話 - 第6話）

晶子 (Akiko)
演 - 池田香織（第2話 - 第6話）

### 「オニキス」の客
松尾 (Matsuo)
演 - 山田純大（第3話 - 第6話）
サマンサの客。彼女の過去を知っている。

長谷川 (Hasegawa)
演 - 奥居元雅（第2話・第3話）

### クラブ「ポリーナ」（Club Polina）
ユミ (Yumi)
演 - 鮎川桃果（S2第2話 - 第6話）

ジョアンナ（Joanna）
演 - Leiya（S2第2話 - 第6話）

レイカ（Reika）
演 - 蒼れいな（S2第2話 - 第6話）

ミナミ（Minami）
演 - 松井りな（S2第2話 - 第6話）

ナオミ（Naomi）
演 - 円井わん（S2第2話 - 第6話）

クローディーヌ（Claudine）
演 - ナディア・パークス（S2第2話）
ナンバーワンホステスだったが店のカネを盗んでいたのがバレてクビになる。

賢二（Kenji）
演 - 宮田佳典（S2第2話 - 第6話）
ボーイ。

### 「ポリーナ」の客
大野雅弘（Masa）
演 - 鈴木貴之（S2第2話 - 第5話）
建築家。

西川（Nishikawa）
演 - 後藤公太（S2第2話・第5話）

鈴木（Suzuki）
演 - ジャン・裕一（S2第2話）

### ホストクラブ「ミラリナ」
稲葉 (Inaba)
演 - 松田美由紀（第7話 / S2第2話・第3話・第8話）
マネージャー

ヒサト (Hisato)
演 - 千大翼（第4話・第6話・第7話）
ホスト

ヤスノリ (Yasunori)
演 - 室屋翔平/翔平（第4話・第6話・第7話）
ホスト

敦史 (Atsushi)
演 - 中本大賀（第4話・第6話）
ホスト

ヒロユキ (Hiroyuki)
演 - 広瀬斗史輝（第6話・第7話）
ホスト

役名不明（Miralina Host）
演 - 若林司（S2第3話）
葉山に殴られるホスト。

### ジェイクの関係者
ウィラ・アデルスティーン (Jake's Mother, Willa Adelstein)
演 - ジェシカ・ヘクト（第2話・第5話・第8話 / S2第4話・第6話・第7話）
ジェイクの母。
精神的な病で苦しむ妹のために、ジェイクに故郷に帰るよう説得している。

ジェシカ・アデルスティーン (Jessica Adelstein)
演 - サラ・ソーヤー（第2話・第3話 / S2第2話・第7話）
ジェイクの妹。
自殺願望があり治療中。

エディ・アデルスティーン (Jake's Father, Eddie Adelstein)
演 - ダニー・バースタイン（第8話 / S2第7話・第8話）
ジェイクの父。
故郷で検視官をしている。

エリック (Eric)
演 - エイベア・ハミルトン（第1話）
ジェイクの友人。クラブで遭遇する。

デイブ (Dave)
演 - ブレイディ・モーア（第7話）
ジェイクと同じ高校の友人。日本に観光で訪れて偶然ジェイクと再会する。

### 片桐の家族
片桐淳子 (Mrs. Katagiri, Junko)
演 - 板谷由夏（第3話・第6話・第8話 / S2第1話・第2話・第8話・第10話）
片桐の妻。

片桐志乃 (Shino)
演 - 山﨑香歩（第3話・第4話・第8話 / S2第1話・第2話・第8話）
長女。

片桐奈津美 (Natsumi)
演 - 山﨑千聖（第3話・第4話・第7話・第8話 / S2第1話 - 第3話・第8話）
次女。

淳子の母（Junko's Mother）
演 - 星山万里（S2第8話）

### 佐藤の家族
佐藤耕三 (Kozo Sato)
演 - 佐久間哲（第2話・第7話）
父。

佐藤里絵 (Rie Sato)
演 - 岩瀬顕子（第7話・第8話 / S2第2話・第5話・第8話）
母。

佐藤海斗 (Kaito Sato)
演 - 水石亜飛夢（第7話 / S2第1話 - 第8話）
弟。

### 戸澤の家族
戸澤和子 (Kazuko Tozawa, Mrs. Tozawa)
演 - 渡辺真起子（第7話・第8話 / S2第3話 - 第5話・第8話 - ）
戸澤信三の妻。

戸澤ムギト (Mugito Tozawa)
演 - 和田庵（第7話・第8話）

戸澤ユウマ (Yuma Tozawa)
演 - 千葉一磨（第7話・第8話）

戸澤和子の母（Kazuko Tozawa's Mother）
声 - 山本ゆりえ（S2第5話）

### 丸山詠美の関係者
丸山慧 (Kei)
演 - KEITA（第2話・第3話・第6話 / S2第3話・第4話・第6話・第8話・第9話）
丸山詠美の弟。
妄想性障害を患い何もかもが陰謀だと信じ込んでいる。

村田真吾（Shingo）
演 - ソウジ・アライ（S2第2話 - 第7話・第9話・第10話）
丸山詠美の彼氏。週刊フォーラム記者。

### 米国関係者
リン・オーバーフェルド（Lynn Oberfeld）
演 - ジェラルディン・ヒューズ（S2第3話・第8話・第9話）
FBI司法担当官。連邦犯罪専門。

ジェイソン・アオキ（Jason Aoki）
演 - 武谷碧（S2第3話 - 第5話・第8話 - 第10話）
米国国務省職員。

文化大使（Cultural Attache）
演 - Daniel Collins（S2第3話）
アメリカ大使館。

米外交官（American Diplomat）
演 - ブレイク・クロフォード（S2第3話）

ウェイトレス（Waitress #1, #2）
演 - ルビー・ヤング（S2第8話）、パウラ・ベルヴァンゲル（S2第8話）
ハワイのプールのウェイトレス。正体はFBIの潜入捜査官。

FBI捜査官（FBI Agent, Bilingual FBI Agent）
演 - スティーブ・ワイリー（S2第8話）、スティーヴン・アヴェント＝ミムズ（S2第8話）
三浦組をハワイで逮捕する。

### その他
大地（Daichi）
演 - 中村羽叶（S2第2話 - 第4話・第6話・第9話）
エリカの息子。

鵜飼遥希 (Haruki Ukai)
演 - こんばやし元樹（第3話・第5話・第6話・第8話 / S2第6話）
週刊誌記者。
戸澤信三を崇敬する記事を専門とし、報酬として金と覚醒剤を受け取っている。

重松丈太郎 (Vice Minister Shigematsu)
演 - 井上肇（第7話・第8話 / S2第1話・第8話）
外務副大臣。のち運輸大臣（S2第8話）。

杉田岳司 (Sugita)
演 - 曽我部洋士（第3話 - 第5話）
闇金融業者「すずのファイナンス」の上役。戸澤組と取引がある。

杉田の妻 (Sugita's Wife)
演 - キタキマユ（第5話）

杉田の娘 (Sugita's Daughter)
演 - 小松ハンナ（第5話）

杉田の息子 (Sugita's Son)
演 - 小鷹狩八（第5話）

医師 (Doctor)
演 - 尾関伸次（第3話・第7話・第8話）
戸澤の主治医。

ユカ (Yuka)
演 - 川上なな実（第4話・第7話）
ジェイクのデート相手。

補佐官 (Minister Aid)
演 - 太田正孝（第7話）
重松の補佐官。

室 (Muro)
演 - Butch（第2話・第3話）
戸澤組と千原会の縄張り争いに巻き込まれたBARオーナー

牧田努 (Makita)
演 - 古山憲太郎（第6話・第7話）
貨物輸送機の整備士。

榎田 (Enokida)
演 - 木川淳一（第7話）
片桐にマキタの死を伝える

里村清 (Burning Man)
演 - 藤井尊弘（第1話）
新宿で焼身自殺した男。サラ金業者から多額の借金があった。

里村史子 (Fumiko)
演 - 木村八重子（第1話）
里村清の妻

青木貴大 (Stabbed Man)
演 - 西村清孝（第1話・第2話）
刺殺された男。サラ金業者から多額の借金があった。

青木の妻 (Mrs. Aoki)
演 - みやべほの（第2話）

園田清志 (Sonoda)
演 - 鈴木本一郎（第4話）
金融会社に名義貸した名目上のCEO。

園田の娘 (Sonoda's Daughter)
演 - 渡会久美子（第4話）

ハジュン (Ha-Joon)
演 - キム・ジンチョル（第4話）
借金苦で自殺した美容師・金賢淑の夫。

耕司の叔父 (Uncle)
演 - 杉田吉平（第5話）

鈴木 (Suzuki)
演 - 浅森夕紀子（第4話）
不動産屋。

プラザ・ジャパニーズのホステス (Plaza Japanese Hostess)
演 - 斉藤範子（第1話 / S2第8話）

戦いの傷跡を残すヤクザ2 (Battle Scarred Yakuza #2)
演 - 坂口征夫（第1話）
プラザ・ジャパニーズ。

ヤクザ部屋の女性バーテン (Yakuza Room Barmaid)
演 - ミキ（第1話）

バスの少女 (Bus Girl)
演 - 紗希（第1話）

森本夫人 (Mrs. Morimoto)
演 - 高木愛香（第1話）
ジェイクが教える英会話教室の生徒。

合気道の先生 (Aikido Teacher)
演 - 千田務（第1話）

ヤマンバギャル (Yamamba Girl)
演 - るなこんが（第1話）、あおちゃんぺ（第1話）、小波（第1話）

ラーメン屋の客 (Beautiful Ramen Woman)
演 - 米村真理（第1話）

たかだ (Sake Bartender)
演 - たんぽぽおさむ（第1話 / S2第8話）
ジェイクの下宿先の1階 季節料理「たかだ」店主。

採用試験会場受付 (Test Matron)
演 - 鈴木希依子（第1話）
明調新聞

明調新聞入社試験面接官 (Interviewer#1,#2,#3)
演 - 山内ひさし（第1話）、渡部遼介（第1話）、佐藤裕（第1話）

女性店主 (Female Store Owner)
演 - 川口とも（第1話）

リポーター (Reporter)
演 - 山村憲之介（第1話）

客引き (Tout)
演 - 冨永竜（第1話）

歌うビジネスマン (Singing Businessman)
演 - ジャンケン（第1話）

Den of Delightのウェイトレス (Den of Delight Waitress)
演 - 楠本千奈（第1話）

Den of Delightのダンサー (Den of Delight Dancer)
演 - ナディア（第1話）

クリスティーナ (Krystina)
演 - アリサ・ワイルド（第1話）
Den of Delightのダンサー。

タティアナ (Tatiana)
演 - ヴィオレッタ・コミシャン（第1話）

ヤクザの媒酌人 (Yakuza Lead Sake Man)
演 - 村上和彦（第1話）

魚屋 (Fishmonger)
演 - 土師正貴（第2話）
包丁を持ってジェイクを追いかける。

不動産業者 (Real Estate Agent)
演 - 月川修（第2話）

防犯ビデオに映る店主 (Shop Owner in Security Video)
演 - 黒田浩史（第2話）

制服の学生 (Uniformed Middle School Boy)
演 - 山田紋士（第2話）

トモ (Tomo)
演 - 片桐隼哉（第2話）
ゲームセンターの中学生。

ゲームセンターのマネージャー (Arcade Manager)
演 - 松村明（第2話）

ウェイトレス (Waitress)
演 - 太田知咲（第2話）
焼肉屋。

機動隊隊長 (Commander)
演 - 武田明神/テキサス（第3話）

ウェイター (Waiter)
演 - 中澤功（第3話）
居酒屋「タカマル鮮魚店」。

トレンディの友達 (Trendy's Friend)
演 - 柳谷一成（第3話）

バーテンダー (Bartender)
演 - 外波山文明（第3話）

バッティングセンターのマネージャー (Manager at Batting Arcade)
演 - 骨川道夫（第3話）

小笠原 (Mr. Ogasawara)
演 - 岡雅史（第4話）
サマンサが夢想する独立して構えた店舗の客。

融資担当者 (Loan Officer)
演 - 伊藤俊輔（第4話）
丸山詠美が潜入取材した「信友サポート」の社員。

佐藤のデート相手 (Sato's Date)
演 - 中村エリカ（第4話）

ウェイトレス (Waitress)
演 - 鄭咏奈（第4話）
中華料理店店員。

タクシー運転手 (Taxi Driver)
演 - 佐野啓（第5話）

シスター・シップリー (Sister Shipley)
演 - ジャスミン（第5話）

銀行秘書 (Bank Secretary)
演 - 篠﨑由佳（第5話）
杉田の秘書。

中年のジェントルマン (Middle-Aged Gentleman)
演 - 枝光利雄（第5話）

ウェイター (Waiter)
演 - 木村龍（第6話）

未亡人 (Widow)
演 - 荻野みかん（第6話）
ホストクラブの客。

内藤 (Bloodied Man)
演 - 泊帝（第7話）
千原会に血まみれにされ脅される。

キンバリー (Kimberly)
演 - フェイ・バトラー（第7話）
ポリーナのルームメイト。

戸澤の誕生パーティの歌手 (Tozawa Birthday Singer)
演 - 小川はるみ（第7話）

千花 (Ichika)
演 - 大滝樹（第7話）
美咲の知り合い。

新聞販売員 (Newspaper Delivery Boy)
演 - 池内祥人（第7話）

夫 (Husband)
演 - 鈴木信二（第8話）

妻 (Wife)
演 - 中嶋佳子（第8話）

新生児 (Newborn Baby)
演 - 柊晴（第8話）

少年 (Young Boy)
演 - わたなべかえで（第8話）

心配する母親 (Concerned Mother)
演 - ヒロコ・ワタナベ（第8話）

老母 (Old Mother)
演 - 坂尾陽子（第8話）

息子 (Son)
演 - 山本智康（第8話）

スリック (Slick)
演 - 植野堀誠（第8話）

スリックの子分 (Slick's Henchman)
演 - 飛磨（第8話）

真栄田 (Mr. Maeda)
演 - 落合賢（第8話）
融資担当者。

シモダ（Shimoda）
演 - 大迫茂生（S2第1話）
サマンサが開くクラブの工事スタッフ。
フジワラ（Dr. Fujiwara）
演 - むかい 誠一（S2第1話）
負傷した佐藤彰朗が搬送された病院の医師。
看護師（Female Nurse）
演 - 久保桜（S2第1話）
佐藤彰朗が入院する病院の看護師。
シミズ（Dr. Shimizu）
演 - 田中壮太郎（S2第1話・第6話）
佐藤彰朗の主治医となった千原会お抱えの医師。
若者（Young Japanese Man）
演 - 樋口拓海（S2第1話）
商品が出たのに気付かず自動販売機を叩くサマンサに声をかける。
客引き（Host Tout）
演 - 岡野翔也（S2第1話）、今田竜人（S2第1話）
サマンサをホストクラブへ誘う。
ルリ（Ruri）
演 - ユキナ・ツチヤ（S2第1話）
クラブで倒れたサマンサに声をかけた女性。
秘書（Female Secretary）
演 - あべまみ（S2第1話）
重松副大臣の秘書。
タツ（Tats）
演 - 仲野温（S2第2話・第3話・第10話）
バイク窃盗犯。
知佳 （Chika）
演 - 荒川ひなた（S2第2話・第3話）
タツの妹。
モトオ（Motoo）、バイカー1（Biker1）、バイカー2（Biker2）
演 - 山崎竜太郎（S2第2話）、相澤大翔（S2第2話）、塩田康平（S2第2話）
タツの仲間。
おばあさん（Grandmother）
演 - 執行佐智子（S2第2話）
ヤクザを告発しに警察署に現れた。
おじいさん（Grandfather）
演 - 及川達郎（S2第2話）
猫をヤクザにさらわれたと警察に告発に来た。
オーツカ・ヒデオ（Hideo Otsuka）
演 - 青木祐也（S2第2話）
車関係の修理屋。
ミキ（Miki）
演 - 山口航太（S2第2話）
佐藤に30万円でトカレフを売った男。
バイクヘルメットの男女（Bike Helmet Man, Bike Helmet Woman）
演 - 森本のぶ（S2第2話）、松長ゆり子（S2第2話）
タツにバイクを盗まれたカップル。
インタビュアー（Female Interviewer）
演 - 小林亜美（S2第3話）
ジェイクをテレビ番組で取材する。
「Rent」の俳優（Rent Actor #1, Rent Actress #1, Rent Actor #2, Rent Actress #2）
演 - Jon Sabay（S2第3話）、Yurina Kutsukake（S2第3話）、Stefan T.（S2第3話）、Caitlin Kelly（S2第3話）
大使館のパーティに招かれた俳優たち。「Rent」の楽曲「Seasons Of Love」を歌う。
藤本（Fujimoto）
演 - 河野安郎（S2第3話・第9話・第10話）
谷口美咲が米大使館のパーティで見かけた戸澤の知人。
店員（Uniform Club Host）
演 - 小田伸泰（S2第3話）
佐藤海斗が葉山に連れられ行った風俗店「青春学園パラダイス」の店員。
オオタ（Ota）
演 - キンタカオ（S2第4話）
千原会元組員。長野県在住。
ゲイバーの男（Gay Bar Patron）
演 - イワゴウサトシ（S2第4話）
トレンディの知り合い。
女性係員（Female Attendant）
演 - 上埜すみれ（S2第4話）
佐藤たちが長野に向かう急行列車の車内販売員。
サワダ（Sawada）
演 - コサカマサミ/小坂正三（S2第4話）
菱沼会の弁護士。
戸澤組の弁護士（Tozawa's Lawyer）
演 - 井田國彦（S2第4話・第6話）

ティンティンの母（Tin Tin's Mother）
演 - 小高えいぎ（S2第4話・第9話）

運転手（Meicho Driver）
演 - 佐野元哉（S2第4話・最終話）
明調新聞社用車のドライバー。
警備員（Security Guard）
演 - 佐藤誠（S2第4話）
戸澤が入ったビルの警備員。
父親（Father）、母親（Mother）、幼児（Baby）
演 - 伊藤亜斗武（S2第5話）、納葉（S2第5話）、ハラダシオン（S2第5話）
佐藤と葉山が長野でヒッチハイクした車の家族。
受付（Receptionist）
演 - 中村更紗（S2第5話・第9話）
「インペリアルビル」にある戸澤のかかりつけ医院。
副大臣補佐官（Assistant Vice Minister）
演 - 中野剛（S2第5話）
運輸省。新橋駅周辺の再開発計画事業の担当者。
店員（Store Clerk）
演 - 三浦圭祐（S2第5話）
戸澤組がプリペイド携帯を入手している「ハスダ電気」の店員。
イガラシサクラ（Sakura Igarashi）
演 - 三味弥生（S2第6話）
戸澤の新しい愛人。
職員（Recovery Group Leader）
演 - 遠藤たつお（S2第6話）
鵜飼遥希が通う薬物中毒者治療のナルコティクス アノニマスグループの職員。
コンビニ店員（Convenience Store Clerk）
演 - ノグチコウタロウ（S2第6話）
サマンサが自分の事が載った新聞を手に取る。
タクシー運転手（Taxi Driver）
演 - 山上賢治（S2第6話）
ジェイクを成田空港まで乗せる。
ディーン・クディッシュ（Dean Kudisch）
演 - ヴィンセント・ゲイル（S2第7話）
ディスパッチ紙の編集主任。
エドワード・ウォーカー（Dr. Walker）
演 - マルセル・ジャナン（S2第7話）
戸澤が肝臓移植手術を受けた南ミネソタ医療センター臓器移植チーフ。
ポール・ルソルド（Paul Luthold）
演 - ジョナサン・ウィテッカー（S2第7話）
元医者。エディ・アデルスティーンの誕生パーティに招かれた。
フィル・ハドリー（Phil Hadley）
演 - ジェームズ・アローディ（S2第7話）
ブーン郡の保安官。
僧侶（Buddhist Monk）
演 - 甘味けんじ（S2第7話）
石田仁志の葬儀。
保険査定人（Insurance Adjuster）
演 - コッセこういち（S2第7話）
惨劇で滅茶苦茶になったクラブ「ポリーナ」を査定する。
記者（Photographer, Another Photographer, Photographer #3, Photographer #4）
演 - 趙珉和（S2第7話）、林雄大（S2第7話）、長島慎治（S2第7話）、佐渡山順久（S2第7話）
サマンサを追いかけまわす記者たち。
司会者（Show Host）
演 - バロン山崎（S2第7話）
成功者となったアキラをテレビでインタビューする。
ガールフレンド（Girlfriend #1, Girlfriend #2）
演 - 多岐川華子（S2第7話）、山口梓（S2第7話）

ニュースキャスター（Newscaster）
演 - 山中秀樹（S2第8話）
総理大臣の突然の退陣表明を伝える。
トミナガ（Dr. Tominaga）
演 - 螢雪次朗（S2第9話）
「インペリアルビル」にある戸澤のかかりつけクリニックの医師。
看護師（Nurse）
演 - 嶋尾明奈（S2第9話）
同クリニックの看護師。
ドウモト（Domoto）
演 - 田川平（S2第9話）
同クリニックの患者。
不動産屋（Real Estate Agent）
演 - 松菜乃子（S2第9話）
美咲を案内する。
村田リュウ（Ryu Murata）
演 - 村上秋峨（S2第9話）
上下小学校に通う村田真吾の息子。
オチ（Ochi）
演 - 幸将司（S2第9話・第10話）
戸澤とゴルフを共にする商談相手。
ノグチ（Noguchi）
演 - 浅見小四郎（S2第9話・第10話）
スザク・ファイナンシャル社長。戸澤とゴルフを共にする商談相手。
谷口美咲の母親（Misaki's Mother）
演 - 苅谷香湖（S2第9話・第10話）

アンドウ（Ando）
演 - 井上賢嗣（S2第10話）
ヨット「吉野」の管理人。
管理人（Steward）
演 - 長島竜也（S2第10話）
同上。
秘書（Secretary）
演 - 森由佳（S2第10話）
スザク・ファイナンシャルの秘書。
神道司祭（Shinto Priest）
演 - 朝廣亮二（S2第10話）
千原会親子血縁盃の儀式。

## エピソードリスト

### シーズン1（2022年）
| 話数 | サブタイトル                      | 監督                       | 脚本                             | 米国放送日 | 日本放送日 |
| ---- | --------------------------------- | -------------------------- | -------------------------------- | ---------- | ---------- |
| 1    | 新聞記者 The Test                 | マイケル・マン             | J・T・ロジャース                 | 2022/4/7   | 2022/4/24  |
| 2    | 起死回生 Kishi Kaisei             | ジョセフ・クボタ・ラディカ | カール・タロウ・グリーンフェルド | 2022/4/7   | 2022/5/2   |
| 3    | 精神一到 Read the Air             | ジョセフ・クボタ・ラディカ | アーサー・フィリップス           | 2022/4/7   | 2022/5/8   |
| 4    | 虎穴虎子 I Want It That Way       | HIKARI                     | ナオミ・イイズカ                 | 2022/4/14  | 2022/5/15  |
| 5    | 因果応報 Everybody Pays           | HIKARI                     | アダム・ステイン                 | 2022/4/14  | 2022/5/22  |
| 6    | 虚々実々 The Information Business | ジョセフ・クボタ・ラディカ | ジェシカ・ブリックマン           | 2022/4/21  | 2022/5/29  |
| 7    | 不義不徳 Sometimes They Disappear | ジョセフ・クボタ・ラディカ | ブラッド・ケイレブ・ケイン       | 2022/4/21  | 2022/6/5   |
| 8    | 剣ヶ峰 Yoshino                    | アラン・プール             | J・T・ロジャース                 | 2022/4/28  | 2022/6/12  |

### シーズン2（2024年）
| 話数 | 通算話数 | サブタイトル                     | 監督                       | 脚本                                              | 米国放送日 | 日本放送日 |
| ---- | -------- | -------------------------------- | -------------------------- | ------------------------------------------------- | ---------- | ---------- |
| 1    | 9        | 危急存亡 Don't Ever F**king Miss | アラン・プール             | J・T・ロジャース ブラッド・ケイレブ・ケイン       | 2024/2/8   | 2024/4/6   |
| 2    | 10       | 疑心暗鬼 Be My Number One        | アラン・プール             | カール・タロウ・グリーンフェルド                  | 2024/2/8   | 2024/4/13  |
| 3    | 11       | 捲土重来 Old Law, New Twist      | ジョセフ・クボタ・ラディカ | フランシーヌ・ヴォルペ                            | 2024/2/15  | 2024/4/20  |
| 4    | 12       | 魑魅魍魎 Like a New Man          | ジョセフ・クボタ・ラディカ | アシュレイ・ダーナル                              | 2024/2/22  | 2024/4/27  |
| 5    | 13       | 百鬼夜行 Illness of the Trade    | 福永壮志                   | アダム・スタイン                                  | 2024/2/29  | 2024/5/4   |
| 6    | 14       | 寸進尺退 I Choose You            | アニー・ジュリア・ワイマン | ジョシュア・カプラン                              | 2024/3/7   | 2024/5/11  |
| 7    | 15       | 一徳一心 The War at Home         | エヴァ・ソーハウグ         | ブラッド・ケイレヴ・ケイン                        | 2024/3/14  | 2024/5/18  |
| 8    | 16       | 不協和音 The Noble Path          | エヴァ・ソーハウグ         | アーサー・フィリップス                            | 2024/3/21  | 2024/5/25  |
| 9    | 17       | 背水之陣 Consequences            | ジョセフ・クボタ・ラディカ | ブラッド・ケイレブ・ケイン ジョン・シルヴァーマン | 2024/3/28  | 2024/6/1   |
| 10   | 18       | 雲外蒼天 Endgame                 | ジョセフ・クボタ・ラティカ | J・T・ロジャース                                  | 2024/4/4   | 2024/6/8   |

## 製作概要

### 企画・製作
原作者のジェイク・エーデルスタイン(劇中ではアデルスティ－ン)は、ミズーリ州コロンビアから上智大学文学部に進学したあと、1993年に読売新聞社に入社して日本で初めての外国人新聞記者となった。その後13年間に渡ってヤクザの裏社会を取材し、2009年にそのときの回想録『トウキョウ・バイス: アメリカ人記者の警察回り体験記』"Tokyo Vice: An American Reporter on the Police Beat in Japan"を発表した。
この小説を基に2013年にダニエル・ラドクリフ主演、アンソニー・マンドラー監督、脚本をトニー賞やオビー賞の受賞歴があるJ・T・ロジャースによって映画化する計画があった。エーデルスタインとJ・T・ロジャースは高校時代からの友人で、エーデルスタイン本人から脚本執筆を依頼されたという。しかし撮影が始まる直前に計画は頓挫した。
しばらく放置されていたが、2019年にイギリスのエンデヴァーコンテントが権利を取得しテレビシリーズとして復活した。6月には製作総指揮にアラン・プール、マイケル・マン、デスティン・ダニエル・クレットン、ジョン・レッシャー、主演も兼ねるアンセル・エルゴート、渡辺謙らが発表され、10月になると第一話をマイケル・マンが監督すると報道された。引き続き脚本を担当したJ・T・ロジャースによると、このドラマは伝記でもドキュメンタリーでもなく、エーデルスタインの体験談からインスピレーションを得たフィクションだと明言している。
2022年6月7日にHBO Maxは、シーズン2の制作を正式に発表した。エーデルスタインは2023年の春にフランスで刊行予定の続編 "Tokyo Private Eye"を執筆しているが、シーズン2との関連性は不明である。
2024年6月8日、Maxは本ドラマシリーズについて、シーズン2で終了する事を発表した。

### 撮影
製作総指揮のアラン・プールは「ブラックレイン」(1989)に参加したことがあり、その経験から日本で映画を撮影する難しさをよく知っていた。海外での撮影には通常2ヶ月間の準備期間を置くのだが、「TOKYO VICE」は半年を要したという。
まずはロケ地の警察署に相談に行くと「ブラックレイン」の1980年代よりはいくらか柔軟になってはいたものの、「前例がない」「何か起きたとき責任が取れない」などと難色を示すのが常だった。富士山の近くにオープンセットを作る案も挙がったが、リアリティを重視するマイケル・マンは「本物の東京で撮影する」と譲らなかった。プールたちは再び警察署へ赴き低姿勢で説明すると、ようやく「周辺の全ての同意が取れたら検討しても良い」との回答を得られたのだが、その言葉の裏に「ここまで言えば諦めるだろう」という思惑を感じたという。
6ヶ月が経ってようやく撮影許可を得ることが出来、プロデューサーのマイケル・マンとジョン・レッシャーは小池都知事に感謝の意を伝え、東京で撮影することの意義を説明した。ロケ地の手配は「東京ロケーションボックス」が全面的にサポートした。
2020年3月に撮影をスタートするが、2週間もしないうちに新型コロナウィルスの緊急事態宣言が発出されたため中断に追い込まれた。同年11月に再開したものの、出入国制限により米国人スタッフの訪日が困難となったため大部分を日本人に変更した。マンは日本人スタッフの能力の高さを称賛したが、相変わらず鈍重な役所の対応を批判した。
終了したのは2021年6月。スタッフと出演者は頻繁にPCR検査を受けその回数は毎週300回を超えた。ただ緊急事態宣言により外出する人が激減したおかげで屋外ロケはとてもやりやすく、不可能と思われていた歌舞伎町や新宿ゴールデン街の撮影も順調に終えることが出来た。
マイケル・マンは暴力団排除条例に携わった警視庁の元刑事を数人雇い、警察官とヤクザの行動や慣習、専門用語などをアドバイスしてもらった。また現場で本物の暴力団と接触しないよう事前に調査をした。
シーズン2の撮影は2022年11月から開始した。シーズン1が好ましい前例を作ったことと、小池知事やエマニュエル駐日大使のサポートのおかげでシーズン2はスムーズに進行し、日本の映画会社でさえ難しいと思われるシーンを撮ることが出来た。メインの撮影場所となるエスプラナード赤坂商店街では、300余りの店舗に菓子折りを持って訪問しそれぞれの店主と会話をして良好な関係を築いた。

### 配役
主人公ジェイク・アデルスティーンには、『ベイビー・ドライバー』（2017年）や『ウェスト・サイド・ストーリー』（2021年）で知られるアンセル・エルゴートが抜擢された。マイケル・マン監督から最初に指示されたのは報道とジャーナリズムについて学ぶことだった。エルゴートはロサンゼルス・タイムズの元記者と1週間行動を共にし、インタビューの仕方や文章の書き方等の指導を受けた。実際に告発されている会社社長の自宅を訪ねたり、見知らぬ通行人に声を掛けいくつかの情報を得る課題を出されたりもした。
それから日本語を学び始めたのだが、新型コロナウィルス対策による7ヶ月間の撮影中断は彼にとっては救いだった。撮影が再開してからも毎日4時間は学んだといい、インタビューでは半分近くを通訳なしで受け答えできるまで上達した。
渡辺謙の出演は、彼が主演した舞台劇「王様と私」の演出家バートレット・シャーが、脚本家のJ・T・ロジャースに紹介したのがきっかけだった。渡辺が演じる片桐刑事のモデルは関口千秋という埼玉県警の刑事で、エーデルスタインにとって良き指導者であり第二の父親のような存在だったという。普段は温厚だがヤクザと対面すると途端に冷酷になったという関口刑事の性格をエーデルスタインから聞かされた渡辺は、その二面性を汲み取り演技に生かした。(関口氏は2008年に癌で亡くなっている)
サマンサ・ポーター役にはオデッサ・ヤングが決まっていたが、撮影延期によりスケジュールが合わなくなったため急きょレイチェル・ケラーに代えられた。母親が日本育ちで日本には馴染みがあったが日本語の知識はまったく無く、日本語教師から数ヶ月の特訓を受けた。
ヤクザの佐藤の役は渡辺謙の推薦で鈴木亮平が予定されていたが、スケジュール変更でキャンセルせざるを得ず笠松将がキャスティングされた。

### その他のエピソード
- プロデューサーのアラン・プールは2023年に都知事より東京観光大使に任命された。
- シーズン1・1話の冒頭のシーンは、解体する直前のホテル・オークラ東京(旧本館)を使用した[249]。
- 第1話の撮影時、渡辺謙とアンセル・エルゴートは慣れた雰囲気を作らないようにと、撮影現場では距離を置くようマイケル・マンから指示を受けた。
- シーズン2のエスプラナード赤坂商店街での撮影で、監督はパトカーや救急車を乱雑に配置して混乱した事件現場を演出しようとした。が、道路使用許可を得て道路を封鎖しているにも関わらず、撮影用の車両であっても一方通行を遵守するよう指導された。悪しき”前例”を作らないようそのルールを守った。
- 戸澤信三の人物像は、後藤組元組長の後藤忠政がモデルとなっている。後藤は重度の肝硬変を患っていたが、FBIと司法取引をして渡米を許され肝臓移植をした。